# Foggia megye
Foggia Olaszország Puglia régiójának egyik megyéje. Székhelye Foggia.

## Fekvése
Foggia megyét északon Molise régió Campobasso megyéje határolja, nyugaton Campania régió Benevento és Avellino megyéi, délen pedig Basilicata régió Potenza megyéje és Bari megye, illetve 2009-től az újonnan alapított Barletta-Andria-Trani megye. Keleten az Adriai-tengerrel határos
Földrajzi szempontból a megye három részre osztható:
- az Adriai-tengerbe nyúló Gargano-félsziget a megye északkeleti részén illetve a hozzá tartozó Tremiti-szigetek
- a megye központi részét elfoglaló síkság (lecsapolt mocsárvidék) a Tavoliere delle Puglie
- a dombos Dauniai-szubappenninek vidéke a megye nyugati részén.

Legfontosabb folyóvize az Ofanto, amely a határvonalat képezi Bari megyével. A Tavoliere vidékét több folyóvíz szeli át, amelyek vizét öntözésre használják és amelyekhez kiterjedt csatornarendszer tartozik: Carapelle, Cervaro, Candelaro és mellékfolyói (Triolo, Salsola, Celone). A megye északi részén ömlik az Adriai-tengerbe a Fortore folyó. A Gargano-félsziget északi részén két sósvizű tó található: Lesina-tó és Varano-tó.

## Fő látnivalók
- természeti látnivalók:
  - Gargano Nemzeti Park és a Tremiti-szigetek
- kulturális helyszínek:
  - Foggia belvárosa
  - Ascoli Satriano katedrálisa
  - Bovino vára és katedrálisa
  - Cerignola katedrálisa
  - Lesina termálvizű forrása
  - Lucera római amfiteátruma és katedrálisa
  - Manfredonia középkori belvárosa a kastéllyal és katedrálissal
  - a Monte Sant'Angelói szentély és templomegyüttes
  - San Giovanni Rotondo zarándoktemploma
  - San Severo katedrálisa és nemesi palotái
  - Troia katedrálisa
  - Vieste óvárosa és tengerpartja

## Községek(comuni)
| Accadia                  | Castelnuovo della Daunia | Monteleone di Puglia   | San Marco la Catola    |
| Alberona                 | Celenza Valfortore       | Motta Montecorvino     | San Nicandro Garganico |
| Anzano di Puglia         | Celle di San Vito        | Ordona                 | San Paolo di Civitate  |
| Apricena                 | Cerignola                | Orsara di Puglia       | San Severo             |
| Ascoli Satriano          | Chieuti                  | Orta Nova              | Sant’Agata di Puglia   |
| Biccari                  | Deliceto                 | Panni                  | Serracapriola          |
| Bovino                   | Faeto                    | Peschici               | Stornara               |
| Cagnano Varano           | Foggia                   | Pietramontecorvino     | Stornarella            |
| Candela                  | Ischitella               | Poggio Imperiale       | Torremaggiore          |
| Carapelle                | Isole Tremiti            | Rignano Garganico      |                        |
| Carlantino               | Lesina                   | Rocchetta Sant'Antonio | Troia                  |
| Carpino                  | Lucera                   | Rodi Garganico         | Vico del Gargano       |
| Casalnuovo Monterotaro   | Manfredonia              | Roseto Valfortore      | Vieste                 |
| Casalvecchio di Puglia   |                          |                        | Volturara Appula       |
| Castelluccio dei Sauri   | Mattinata                | San Giovanni Rotondo   | Volturino              |
| Castelluccio Valmaggiore | Monte Sant’Angelo        | San Marco in Lamis     | Zapponeta              |